# Демьянов, Михаил Емельянович
Михаил Емельянович Демьянов — подполковник Министерства внутренних дел Российской Федерации, участник антитеррористических операций в период Первой чеченской войны, погиб при исполнении служебных обязанностей во время боёв за Грозный в 1996 году, кавалер ордена Мужества (посмертно).

## Биография
Михаил Емельянович Демьянов родился 15 июня 1955 года в посёлке Хандыга Томпонского района Якутской АССР. В раннем возрасте переехал с семьёй в село Майма Горно-Алтайской автономной области. Окончив среднюю школу в этом селе, Демьянов работал водителем на местном автотранспортном предприятии. Без отрыва от основного места работы окончил сельскохозяйственный институт.
В 1981 году Демьянов поступил на службу в органы Министерства внутренних дел СССР. После распада СССР служил в Отряде милиции особого назначения (ОМОН) при Министерстве внутренних дел Республики Алтай. С февраля 1994 года занимал должность заместителя начальника республиканского ОМОН по материально-техническому обеспечению. За добросовестную службу неоднократно удостаивался благодарностей, получал Почётные грамоты, был награждён медалями «За отличную службу по охране общественного порядка» и «За безупречную службу».
С началом Первой чеченской войны Демьянов в составе группы сотрудников республиканского ОМОН неоднократно командировался в зону боевых действий, выполняя различные задачи командования. В 1996 году в третий раз был направлен в Чеченскую Республику. Его отряд был размещён в Грозном. В задачу ему вменялось обеспечение работы блокпоста «Контроль-6», находящегося на выезде из чеченской столицы. 6 марта 1996 года этот блокпост, где находились всего 10 бойцов, подвергся нападению боевиков. В это время Демьянов, как и основная часть личного состава, находились вне места дислокации, но, услышав стрельбу, сумели прорваться к своим. Часть милиционеров получили ранения и контузии. Блокпост непрерывно обстреливался из пулемётов, гранатомётов, миномётов, снайперских винтовок. Демьянов вместе со своими товарищами сражался, обеспечивал вынос раненых в укрытие, при этом сам был ранен в руку, но продолжал выполнять свои обязанности. На исходе пятого часа боя он попал под разрыв мины. Лишь глубокой ночью того дня омоновцы сумели вырваться из окружения. От полученных многочисленных осколочных ранений Демьянов скончался по дороге в Ханкалинский госпиталь. Похоронен на кладбище села Майма Республики Алтай.
Указом Президента Российской Федерации подполковник милиции Михаил Емельянович Демьянов посмертно был удостоен ордена Мужества.

## Память
- В честь Демьянова названы улицы в двух населённых пунктах — селе Майма Республики Алтай и в республиканской столице — городе Горно-Алтайске.
- Демьянов навечно зачислен в списки личного состава Отдела Росгвардии по Республике Алтай.
- Имя Демьянова увековечено на памятнике алтайцам, погибшим в Чечне, установленном в Горно-Алтайске.